# Балковский сельский округ
Балковский сельский округ — упразднённая административно-территориальная единица, существовавшая на территории Серпуховского района Московской области в 1994—2006 годах.
Балковский сельсовет был образован в первые годы советской власти. По данным 1923 года он входил в состав Липецкой волости Каширского уезда Московской губернии (бывшей Тульской губернии (до 4 апреля 1923 года).
В 1924 году к Балковскому с/с был присоединён Алфертищевский с/с (бывшей Липицкой волости Каширского уезда Тульской губернии (до 4 апреля 1923 года), Липицкой волости Каширского уезда Московской губернии (с 4 апреля 1923 года).
24 марта 1924 года Липецкая волость была передана в Серпуховского уезда.
В 1926 году Балковский с/с включал село Никольское Новое, деревни Алфертищево и Балково.
В 1929 году Балковский с/с был отнесён к Серпуховскому району Серпуховского округа Московской области. При этом к нему был присоединён Тульчинский с/с.
14 июня 1954 года к Балковскому с/с были присоединены Больше-Грызловский, Пущинский и Прончищевский сельсоветы.
1 февраля 1963 года Серпуховский район был упразднён и Балковский с/с вошёл в Ленинский сельский район. 
27 апреля 1963 года на территории Балковского с/с был образован рабочий посёлок Пущино, выведенный при этом из его состава и переданный в подчинение Серпухову. Из Балковского с/с в р.п. Пущино также были переданы селения Митинка и Харино, а также территория строительства объектов АН СССР.
11 января 1965 года Балковский с/с был возвращён в восстановленный Серпуховский район.
6 марта 1975 года к Балковскому с/с были присоединены селения Агарино, Волохово, Глебово, Калятино, Каргашино, Малое Грызлово, Новоселки, Пирогово, Трухачёво и Федотовка упразднённого Каргашинского с/с. При этом центр Балковского с/с был перенесён в селение Большое Грызлово.
30 мая 1978 года в Балковском с/с было упразднено селение Полозово.
23 июня 1988 года в Балковском с/с были упразднены деревни Калятино и Пирогово.
3 февраля 1994 года Балковский с/с был преобразован в Балковский сельский округ.
В ходе муниципальной реформы 2004—2005 годов Балковский сельский округ прекратил своё существование как муниципальная единица. При этом все его населённые пункты были переданы в сельское поселение Липицкое. К началу проведения муниципальной реформы в состав округа входили следующие населённые пункты:
- Агарино
- Аладьино
- Алфертищево
- Балково
- Большое Грызлово
- Волохово
- Вязищи
- Глебово
- Еськино
- Жёрновка
- Зыбинка
- Каргашино
- Коптево
- Малое Грызлово
- Новоселки
- Прончищево
- Семеновское
- Сенькино
- Спас-Тешилово
- Трухачёво
- Тульчино
- Федотовка

29 ноября 2006 года Балковский сельский округ исключён из учётных данных административно-территориальных и территориальных единиц Московской области.